# The Family Plan
The Family Plan es una película de comedia de acción estadounidense de 2023 dirigida por Simon Cellan Jones y escrita por David Coggeshall. Producida por Apple Studios, Skydance Media y Municipal Pictures de Mark Wahlberg, está protagonizada por Wahlberg, Michelle Monaghan, Zoe Colletti, Van Crosby, Saïd Taghmaoui, Maggie Q y Ciarán Hinds.
La producción comenzó a finales de 2022. La película fue estrenada por Apple TV+ el 15 de diciembre de 2023.

## Reparto
- Mark Wahlberg como Dan Morgan
- Michelle Monaghan como Jessica Morgan
- Ciarán Hinds como McCaffrey
- Zoe Colletti  como Nina Morgan
- Van Crosby como Kyle Morgan
- Maggie Q como Gwen
- Joyner Lucas como Coogan
- Kellen Boyle como Cyrus
- Felicia Pearson como Toothpick
- Lateef Crowder dos Santos como Neck Tattoo
- Miles Doleac como Gold Chain
- Jonny Coyne como Spiros
- Saïd Taghmaoui como Augie
- Tony L. Calloway como Sra. Overmeyer
- Valkyrae como ella misma

## Producción
En agosto de 2022, Apple Studios anunció una película de comedia de acción de Skydance Media y Municipal Pictures protagonizada por Mark Wahlberg. En octubre de 2022, Michelle Monaghan y Saïd Taghmaoui se unieron al reparto. Otros miembros del reparto agregados fueron Ciarán Hinds, Maggie Q, Zoe Colletti, Van Crosby y Miles Doleac.
La fotografía principal comenzó en octubre de 2022 en Atlanta, Georgia, bajo el título provisional Holiday Road. Se utilizó un concesionario de automóviles en Canton, Georgia, como ubicación para la película. Se utilizó un helicóptero para filmar imágenes aéreas en el centro de Buffalo, Nueva York, a principios de noviembre. Una heladería en Clermont, Georgia, se transformó en Lambert's Diner para la película. En febrero de 2023, Wahlberg filmó escenas en el casino resort The Strat en Las Vegas y también concluyó el rodaje.

## Estreno
La película se estrenó en Apple TV+ el 15 de diciembre de 2023. Deadline Hollywood informó que la película se convirtió en la película más vista de Apple TV+.